# Mascarita Dorada
Mascarita Dorada (né le 19 février 1982 à Guadalajara, Mexique) est un catcheur mexicain qui est notamment connu pour son  travail à la World Wrestling Entertainment sous le nom de El Torito.

## Carrière
Il commence sa carrière sous le pseudonyme de Speedy Gonzalez et lutte sur le circuit indépendant mexicain.

### Asistencia Asesoría y Administración (2000-2007)

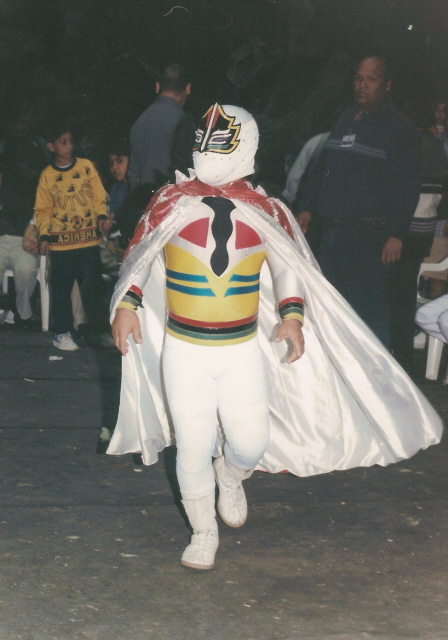
Mascarita Dorada en 2009

Mascarita Sagrada signe à la Asistencia Asesoría y Administración en 1999 et quitte la fédération en 2007.

### Consejo Mundial de Lucha Libre (2007-2011)
Il effectue un passage à la Consejo Mundial de Lucha Libre de 2007 à 2011.

### Retour à la Asistencia Asesoría y Administración  (2011-2013)
Il retourne à la Asistencia Asesoría y Administración de 2011 à 2013.

### World Wrestling Entertainment (2013-2016)

#### Los Matadores (2013-2015)
En avril 2013, Mascarita Dorada signe à la World Wrestling Entertainment. Il y devient le manager de l'équipe composée de Fernando et Diego : Los Matadores. Il participe au Royal Rumble 2014 en éliminant Fandango avant de se faire éliminer à son tour par Roman Reigns. Lors de SmackDown du 18 avril, il bat Hornswoggle.
Lors de Extreme Rules 2014, il bat Hornswoggle. Le 26 mai à RAW, il bat Drew McIntyre. Le 30 mai à SmackDown, il bat Jinder Mahal. 
Lors de Payback 2014, il bat Hornswoggle.
Le 7 septembre 2015 à RAW, il intervient dans un combat des Matadores qui combattaient les Dudley Boyz. Son intervention coûte le combat aux Matadores. Après l'annonce de leur défaite, Diego attaque violemment El Torito, qui se fait sauver par D-Von Dudley. El Torito n'est donc plus un membre de Los Matadores.

#### Renvoi de la WWE (2016)
Le 6 mai 2016, la WWE annonce le renvoi de 6 superstars, dont El Torito.

### Circuit indépendant (2016-...)
Le 16 septembre 2016 lors de House of Hardcore 17, il bat Swoggle, son ancien rival de la WWE. Le 17 septembre lors de House of Hardcore 18, il perd avec The Underground Luchador contre Brian Myers & Swoggle.
Le 31 mars 2017 lors de Wrestlecon Supershow 2017, il gagne avec Michael Elgin & ACH contre Caleb Konley, David Starr (en) et Trevor Lee. Le 1er avril lors de CZW Best of the Best 16, il perd un scramble match impliquant Ace Austin, Alexander James, Caleb Konley, Ethan Case, Flip Gordon,Tony Deppen et Ricky Shane Page.
Le 3 avril lors de Wrestlecircus/Wrestling Revolver Midnight-Ish after Mania, il perd un 16-Way Elimination match impliquant Andy Dalton, Caleb Konley, Davey Vega, Jason Cade, Jordan Lennox, Lio Rush, Matt Palmer, Mr. 450 ,Rickey Shane Page, Scorpio Sky, Suicide,Tessa Blanchard, Trey Miguel, Willie Mack & AR Fox au profit de ce dernier et ne remporte pas le PWR Scramble Title WrestleCircus Sideshow Championship.
Le 23 décembre lors de Rey Mysterio Presents Lucha Wonderland, il gagne avec Willie Mack contre Ron McDonald et Famous B.
Le 12 mai 2018 lors de Rey Mysterio presents Lucha Libre Mayhem, il bat Black Boy et Black Diamond au cours d'un Three Way match.

### Aro Lucha (2017-...)
Le 10 décembre 2017 lors de ARO Lucha Nashville Show, il bat Demus 316. Le 19 janvier 2018 lors de Aro Lucha Amarillo Show, Drastik Boy, Mascarita Dorada & Taya Valkyrie battent Demus 316, El Hijo De Pirata Morgan & LuFisto. Le lendemain, Hurricane Helms, Mascarita Dorada & Taya battent Demus 316, El Hijo De Pirata Morgan & LuFisto.
Le 17 juin lors de Aro Lucha Nashville Show, il gagne avec Thunder Rosa contre Demus 316 & Kylie Rae.

## Vie privée
Mascarita Dorada a deux frères.

## Palmarès
- Asistencia Asesoría y Administración
  - AAA Mascot Tag Team Championship (1 fois) – avec Máscara Sagrada[2],[25]
  - LLL Mini-Estrellas Championship (1 fois)
  - Mexican National Mini-Estrella Championship (2 fois)[2],[26]

- Consejo Mundial de Lucha Libre
  - CMLL Mini-Estrella of the year: 2009[27]
  - Pequeños Reyes del Aire (2008)[2],[28]

- Dramatic Dream Team
  - 1 fois Ironman Heavymetalweight Championship

- World Wrestling Association
  - WWA World Minis Championship (1 time)